# Bitport
A Bitport informatikával, elsősorban az informatika üzleti vetületével foglalkozó internetes lap, kiadója a saját munkatársak tulajdonában levő Bitport.hu Média Kft. A kiadvány célja, hogy közérthető stílusban, üzleti szemmel dolgozza fel az infokommunikációs híreket, trendeket, megoldásokat, közvetítő szerepre törekedve az informatikai piac és a technológiát hasznosító vállalati döntéshozók között.

## Története
A publikációt az IDG Hungary Kft. informatikai kiadó, ezen belül a Computerworld-Számítástechnika hetilap szerkesztőségének korábbi munkatársai alapították, hogy elképzeléseiket az amerikai tulajdonban lévő középvállalatnál rugalmasabb szervezetben valósítsák meg. A 2010 januárjában indult oldal kezdetben szoros együttműködésben dolgozott a Figyelő hetilappal, amelynek 2011 tavaszán történt tulajdonosváltása a tartalmi partnerség és a közös konferenciaszolgáltatás fokozatos megszűnését, illetve a Bitport teljes önállósodását jelentette.
Az önállóság megőrzése érdekében az oldal a mai napig külső befektetők bevonása nélkül működik. Ez az induló vállalkozás korai időszakában, a pénzpiaci világválság kellős közepén komoly próbatételt jelentett, bár a kiadó így is évről évre növelni tudta mind árbevételét, mind konferencia-portfólióját. A lap mai arculata és rovatszerkezete a változó informatikai irányzatokhoz igazodva 2013 őszén született meg, amikor frissült a kiadvány logója, illetve kialakult a létszámát tekintve kibővült szerkesztőség legújabb felállása is.

## Jelenlegi működése
A Bitporton megjelenő cikkek három nagy témakört fednek le, amelyek a trend (az ICT piac hírei, humán erőforrás, karrier, hálózatok és közösségi eszközök) a tech (cloud, vállalatirányítás, big data, üzleti intelligencia és biztonság), illetve a mobil (üzleti mobilitás, konzumer technológia és készüléktesztek) aloldalakon, valamint a megfelelő rovatokban jelennek meg. Az oldal kiemelt havi mellékletben foglalkozik a vállalati informatika különös figyelmet érdemlő témaköreivel, és rendszeresen publikálja külső szakértők cikkeit.
A Bitport két jelentős informatika érdekképviseleti szervezet, a VISZ és az IVSZ hivatalos médiapartnere, kooperációban a 2013 óta független információbiztonsági híroldalként üzemelő Biztonságportállal. A lap munkatársai rendszeres szereplői a Jazzy Rádió Millásreggeli műsorának, és olyan szakmai díjak bíráló bizottságában kapnak helyet, mint amilyen az az Év CIO-ja vagy az Év PR szakembere.

## Rendezvények
A Bitport közvetlenül alapítását követően fogott bele a CIO szakmai rendezvények szervezésébe, amelyek mára a CIO Hungary brand alatt a hazai IT-szektor jelentős konferenciasorozatává váltak. A tavaszi CIO Hungary és az őszi CIO Budapest konferenciák a nagyvállalatok informatikai vezetőinek és üzleti döntéshozóinak szóló, zártkörű események, amelyeket a Bitport a céges IT aktuális kihívásainak elemzésére, a szakmai határterületek bevonására és a szállítói oldal képviselőitől mentes hallgatóságra épít.
A Bitport a HTB partnereként 2013 óta részt vesz a nemzetközi HUSTEF konferencia szervezésében is.